# Leopoldo Pitarch
Leopoldo Pitarch Pechuán (Valencia, 1890 - Valencia, 27 de mayo de 1959). Fue un actor de cine español, casado con la también actriz Amparo Lorenza Rivelles Guillén.

## Biografía
Leopoldo Pitarch Pechuán vivió toda su vida en la calle de la Libertad (hoy calle de la Reina) en Valencia, al igual que su mujer Amparo Lorenza Rivelles Guillén.
Leopoldo fue un actor pionero, que trabajó en la época del cine mudo español, apareciendo al menos, en 5 películas:   La bruja (1923) ,junto a su mujer y a su hermano,  La Dolores (1924),  Nit d'albades (1925),  La alegría del batallón (1926) y  Moros y Cristianos (1926), todas ellas del director de cine Maximiliano Thous. Con la llegada del cine sonoro se retiró, aunque volvió en 1941 para realizar una última película  Mari Juani (1941) de Armando Vidal.
Su hermano Jose Arturo Pitarch Pechuán también se dedicó a la interpretación.
Fallece el 27 de mayo de 1959, en El Cabanyal a los 69 años de edad.